# Fullmaktsanställning
Fullmaktsanställning eller fullmakt avser i Sverige en form av statlig anställning som ger ett starkare anställningsskydd enligt lag (1994:261) om fullmaktsanställning.

## Bakgrund
Tidigare anställdes ett flertal andra ämbetsmän med fullmakt, som exempelvis officerare i Försvarsmakten och professorer vid universitet.
Efter att den nya befälsordningen infördes 1982 minskade antalet nya anställningar med fullmakt av officerare, för att i stort sett upphöra efter upprättandet av den nya myndigheten Försvarsmakten 1994.[källa behövs]
Regeringens möjlighet att med fullmakt anställa professorer försvann 1993 i och med att en ny högskolelag och högskoleförordning trädde i kraft. Den nya lagstiftningen flyttade ansvaret att anställa professorer från regeringen till universiteten och högskolorna, och innehöll ett liknande anställningsskydd som en fullmaktsanställning men med en egen reglering.

## Fullmaktsanställningar på 2020-talet
Enligt lagen ska ordinarie domare alltid anställas med fullmakt, därutöver kan regeringen besluta att andra arbetstagare också ska anställas med fullmakt.